# Tarogan
Tarogan is een bestuurslaag in het regentschap Sumenep van de provincie Oost-Java, Indonesië. Tarogan telt 740 inwoners (volkstelling 2010).